# Lothar Riedel
Lothar Riedel (* 25. Februar 1950) ist ein deutscher Geologe und Buchautor.
Riedel beschäftigt sich vor allem mit der Bergbaugeschichte von Marienberg und Umgebung. Er veröffentlichte hierzu mehrere Bücher, Schriften und Zeitschriftenbeiträge. Er arbeitete von 1999 bis 2012 als Redakteur für die Druck- und Verlagsgesellschaft Marienberg mbH und war u. a. für die Erzgebirgischen Heimatblätter zuständig, deren Redaktionsbeirat er bereits seit 1980 angehörte. Riedel lebt in Pobershau.

## Publikationen (Auswahl)
- Bericht der Befahrungen einiger Gruben im Marienberger und Preßnitzer Bergamtsrevier aus dem Jahr 1823 von Julius Ludwig Weisbach, 2001
- Heinz-Peter Haustein,  Siegfried Pach, Lothar Riedel, Bernd Schönherr: Das Bernsteinzimmer im Fortuna-Stolln zu Deutschneudorf? Marienberg, Marienberg 2002, ISBN 3-931770-42-7
- Vier Berichte über die Gewinnung und Aufbereitung von Zinnstein aus der Seifenlagerstätte Steinbach-Sauschwemme bei Johanngeorgenstadt, Jens-Kugler-Verl., Kleinvoigtsberg 2003
- Die bergwissenschaftliche Reise des Studenten Carl Wilhelm Hecht im Jahr 1842 in das Erzgebirge, 2006
- Carl Christian Loose (1777–1853), 2006
- Beschreibung einer bergmännischen Reise in das sächsische Obererzgebirge und in die Gegend von Karlsbad im Jahr 1823 von Julius Bernhardt von Fromberg, 2007